# Odi et amo
«Odi et amo» (лат. «Ненавиджу і люблю»), Catullus 85, Catvlli Carmen LXXXV — двовірш давньоримського поета Катулла, присвячений Лесбії.
«Odi et amo. quare id faciam, fortasse requiris?
nescio, sed fieri sentio et excrucior.»
Я і люблю, і ненавиджу. «Як це?» — спитаєш. — Не знаю.
Чую, що так воно є. Чую — і мучуся тим.
(Переклад А. Содомори)
Розмір вірша — елегійний дистих. Вислів «Odi et amo» став крилатим. Українською мовою вірш перекладали Тарас Франко, Микола Зеров, Андрій Содомора і Тарас Лучук.